# Broadalbin (ville, New York)
Ne doit pas être confondu avec Broadalbin (village, New York).
Broadalbin est une ville située dans le comté de Fulton, dans l'État de New York, aux États-Unis,. En 2010, elle comptait une population de 5 260 habitants.

## Démographie
Lors du recensement de 2010, la ville comptait une population de 5 260 habitants. Elle est estimée, en 2016, à 5 160 habitants.